# بادهای زمستان
بادهای زمستان (انگلیسی: The Winds of Winter) جلد ششم و مورد انتظار از مجموعه کتاب‌های ترانه یخ و آتش، نوشتهٔ جرج آر. آر. مارتین است. این کتاب ها به سبک خیال‌پردازی و فانتزی نوشته شده‌اند.
قسمت قبلی داستان، رقصی با اژدهایان، داستان‌های کمتری از آنچه مارتین انتظار داشت را شامل شد. به گفتهٔ او یک نبرد بزرگ و پایان نفس‌گیر چند شخصیت مهم در رقصی با اژدهایان جای نگرفتند. مارتین قصد دارد این عقب‌ماندگی داستانی را سریعاً در بادهای زمستان حل کند. مارتین گفته‌است «من با دو نبرد بزرگ که در ذهن می‌پروراندم شروع می‌کنم: نبرد در یخ و نبرد میرین (نبرد خلیج برده‌ها)، و از آنجا داستان را ادامه خواهم داد.»
طبق گفتهٔ مارتین دو کتاب آخر (این کتاب و کتاب رؤیایی از بهار) بیش از پیش خوانندگان را به شمال خواهند برد. در این کتاب‌ها شاهد حضور دیگران (به انگلیسی: Others) اشاره به وایت واکرها نیز خواهیم بود.
تاریخی برای انتشار این کتاب مشخص نشده است اما مارتین در اکتبر ۲۰۲۲ اظهار داشت که سه چهارم این کتاب را نوشته است.